# Salinomys delicatus
Salinomys delicatus är ett däggdjur i familjen hamsterartade gnagare som förekommer i västra Argentina. Arten är ensam i släktet Salinomys.
Denna gnagare påminner med sina långa bakben om en springråtta men det finns ingen närmare släktskap mellan dessa djur. Individerna blir 64 till 83 mm långa (huvud och bål), har en 94 till 117 mm lång svans och väger 9,0 till 14,5 g. Längden för huvud och bål är cirka tre gånger bakbenens längd. Kännetecknande är dessutom en pensel av långa hår vid svansens spets. På bålens ovansida är pälsen grågrön. Den blir ljusare på kroppssidorna och undersidan är vit. Nära de ganska stora öronen förekommer vita fläckar. Arten skiljer sig dessutom från nära besläktade gnagare genom ett robust kranium. I motsats till flera andra gnagare som lever i öknar har arten inga sammanlänkade tår (vanlig är hud eller styva hår) vid bakfötterna men trampdynorna är tjocka. Honor är allmänt större än hanar.
Salinomys delicatus lever i saltöknar i de argentinska provinserna San Juan och San Luis. Utbredningsområdet ligger 380 till 412 meter över havet och är glest täckt med buskar och andra växter.
En hona med aktiva spenar fångades i april. Individerna är aktiva på natten och går på marken eller klättrar i den lägre växtligheten. Exemplar som hölls i fångenskap åt frön, gröna växtdelar och ryggradslösa djur. Där hade honor 2 till 6 ungar per kull.

Det är inte utrett hur människans landskapsförändringar skulle påverka denna gnagare. Arten förekommer i två naturskyddsområden. IUCN listar Salinomys delicatus med kunskapsbrist (Data Deficient).